# Takashi Kobayashi (Rennfahrer)

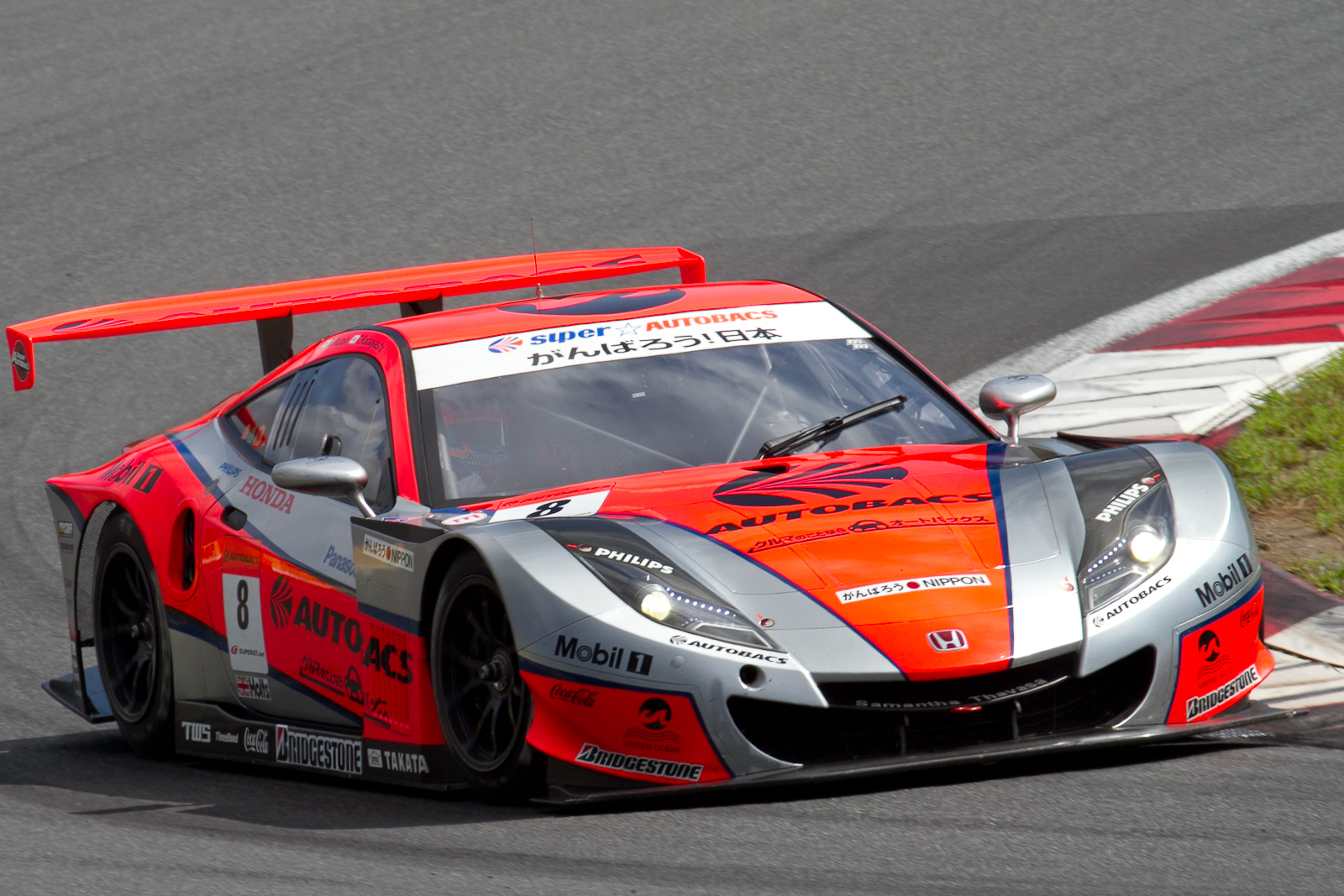
Takashi Kobayashi mit einem Honda HSV-010 GT beim 250-km-GT-Rennen von Fuji 2011

Takashi Kobayashi (jap. 小林 崇志, Kobayashi Takashi; * 8. November 1987 in der Präfektur Hiroshima) ist ein japanischer Rennfahrer. 2011 fuhr er in der Formel Nippon.

## Karriere
Kobayashi trat von 2006 bis 2008 in der japanischen Formel Challenge an. Er wurde 2006 sowie 2008 Neunter und 2007 Achter in der Meisterschaft. Insgesamt erzielte er drei Podest-Platzierungen. 2009 wechselte er in die japanische Formel-3-Meisterschaft und trat für HFDP Racing in der nationalen Klasse an. In dieser Wertung stand er sieben Mal auf dem Podium und wurde Vierter in der Wertung. 2010 bestritt Kobayashi seine zweite Saison in der japanischen Formel 3. Er entschied die nationale Wertung sechs Mal für sich und sicherte sich schließlich den Meistertitel. Seine beste Gesamtplatzierung war ein fünfter Platz. Außerdem startete er bei einem Rennen der Super GT, das er gewann.
2011 wechselte Kobayashi in die Formel Nippon zu Real Racing. Er beendete die Saison punktelos auf dem 14. Gesamtrang. Darüber hinaus startete er in der Super GT und wurde 15.

## Karrierestationen
| - 2006: Japanische Formel Challenge (Platz 9) - 2007: Japanische Formel Challenge (Platz 8) - 2008: Japanische Formel Challenge (Platz 9) | - 2009: Japanische Formel 3, nationale Klasse (Platz 4) - 2010: Japanische Formel 3, nationale Klasse (Meister) - 2011: Formel Nippon (Platz 14) | - 2011: Super GT (Platz 15) |